# Alianța Liberalilor și Democraților pentru Europa
Alianța Liberalilor și Democraților pentru Europa (Alliance of Liberals and Democrats for Europe în engleză) este un partid politic european compus din 60 de partide liberale la nivel național din întreaga Europă, active în principal în Uniunea Europeană . Partidul ALDE este afiliat la Internaționalei Liberale și la un partid politic european recunoscut, constituit ca o asociație non-profit în conformitate cu legislația belgiană.
A fost înființată la 26 martie 1976 la Stuttgart ca o confederație de partide politice naționale sub denumirea de „Federația Partidelor Liberale și Democratice din Europa” și redenumită „Liberalii și Democrații Europeni” (ELD) în 1977 și „Liberali Democrați și Reformiști Europeni” (ELDR) în 1986. La 30 aprilie 2004, ELDR a fost reformat ca un partid oficial european, „Partidul Liberal Democrat și Reformist European” (Partidul ELDR).
La 10 noiembrie 2012, partidul și-a ales actualul nume de ALDE, preluat de la grupul său din Parlamentul European, Grupul Alianței Liberalilor și Democraților pentru Europa (ALDE), care a fost format la 20 iulie 2004 împreună cu Partidul Democrat European (EDP). Anterior Alegerilor pentru Parlamentul European din 2004, partidul european fusese reprezentat prin propriul său grup, Grupul Partidului European Liberal Democrat și Reformist (ELDR). În iunie 2019, grupul ALDE a fost succedat de Renew Europe.
Începând cu 2020, ALDE este reprezentată în instituțiile Uniunii Europene, cu 65 de deputați și cinci membri ai Comisiei Europene. Din cele 27 de state membre ale UE, există șase cu prim-miniștri afiliați la ALDE: Mark Rutte (VVD) în Olanda, Xavier Bettel (DP) în Luxemburg, Kaja Kallas (Partidul Reformei Estoniene) în Estonia, Andrej Babiš (ANO) în Republica Cehă, Alexander De Croo (Open VLD) în Belgia și Micheál Martin (FF) în Irlanda. Partidele membre ALDE sunt, de asemenea, în guvernele din alte patru state membre ale UE: Croația, Finlanda, Letonia și Slovenia. Unele partide membre ALDE oferă sprijin parlamentar guvernelor din Croația, Danemarca, Italia, România și Suedia. Charles Michel, fost prim-ministru belgian, este actual președinte al Consiliului European.
Grupul de reflecție ALDE este Forumul Liberal European, condus de Hilde Vautmans, europarlamentar, și reunește 46 de organizații membre. Aripa de tineret a ALDE este Tineretul Liberal European (LYMEC), care se bazează în principal pe organizațiile liberale pentru tineri și studenți, dar conține și un număr mic de membri individuali. LYMEC este condus de Dan-Aria Sucuri (LUF, Suedia).

## Structură

### Birou
Conducerea de zi cu zi a Partidului ALDE este gestionată de un Birou, ai cărui membri sunt:
| Funcție                                   | Nume                              | Stat membru    | Partid   |
| ----------------------------------------- | --------------------------------- | -------------- | -------- |
| Președinte                                | vacant                            |                |          |
| Vicepreședinți                            | Henrik Bach Mortensen             | Danemarca      | Venstre  |
| Vicepreședinți                            | Dita Charanzová (europarlamentar) | Republica Cehă | ANO      |
| Vicepreședinți                            | Senatorul Timmy Dooley            | Irlanda        | FF       |
| Vicepreședinți                            | Baroness Sal Brinton              | Regatul Unit   | LibDem   |
| Vicepreședinți                            | Luis Garicano (europarlamentar)   | Spania         | Cs       |
| Vicepreședinți                            | Ilhan Kyuchyuk (europarlamentar)  | Bulgaria       | MRF      |
| Vicepreședinți                            | Daniel Berg                       | Ungaria        | M        |
| Vicepreședinți                            | Annelou van Egmond                | Țările de Jos  | D66      |
| Vicepreședinți                            | Alexander Graf Lambsdorff         | Germania       | FDP      |
| Trezorier                                 | Gašper Koprivšek                  | Slovenia       | SMC      |
| Ex officio members                        |                                   |                |          |
| Secretar general                          | Jacob Moroza-Rasmussen            | Danemarca      | Venstre  |
| Președintele Inernaționalei Liberale      | Hakima El Haite                   | Maroc          | / (MP)   |
| Președinte de grup în APCE                | Jacques Maire                     | Franța         | / (LREM) |
| Lider în Parlamentul European             | Dacian Cioloș (europarlamentar)   | România        | PLUS     |
| Lider în Comitetul European al Regiunilor | François Decoster                 | Franța         | /        |
| Președintele Forumului Liberal            | Hilde Vautmans                    | Belgia         | Open VLD |
| Președintele Tineretului Liberal European | Antoaneta Asenova                 | Bulgaria       | MRF      |

## Președinți
- 1978–1981:  Gaston Thorn
- 1981–1985:  Willy De Clercq
- 1985–1990:  Colette Flesch
- 1990–1995:  Willy De Clercq
- 1995–2000:  Uffe Ellemann-Jensen
- 2000–2005:  Werner Hoyer

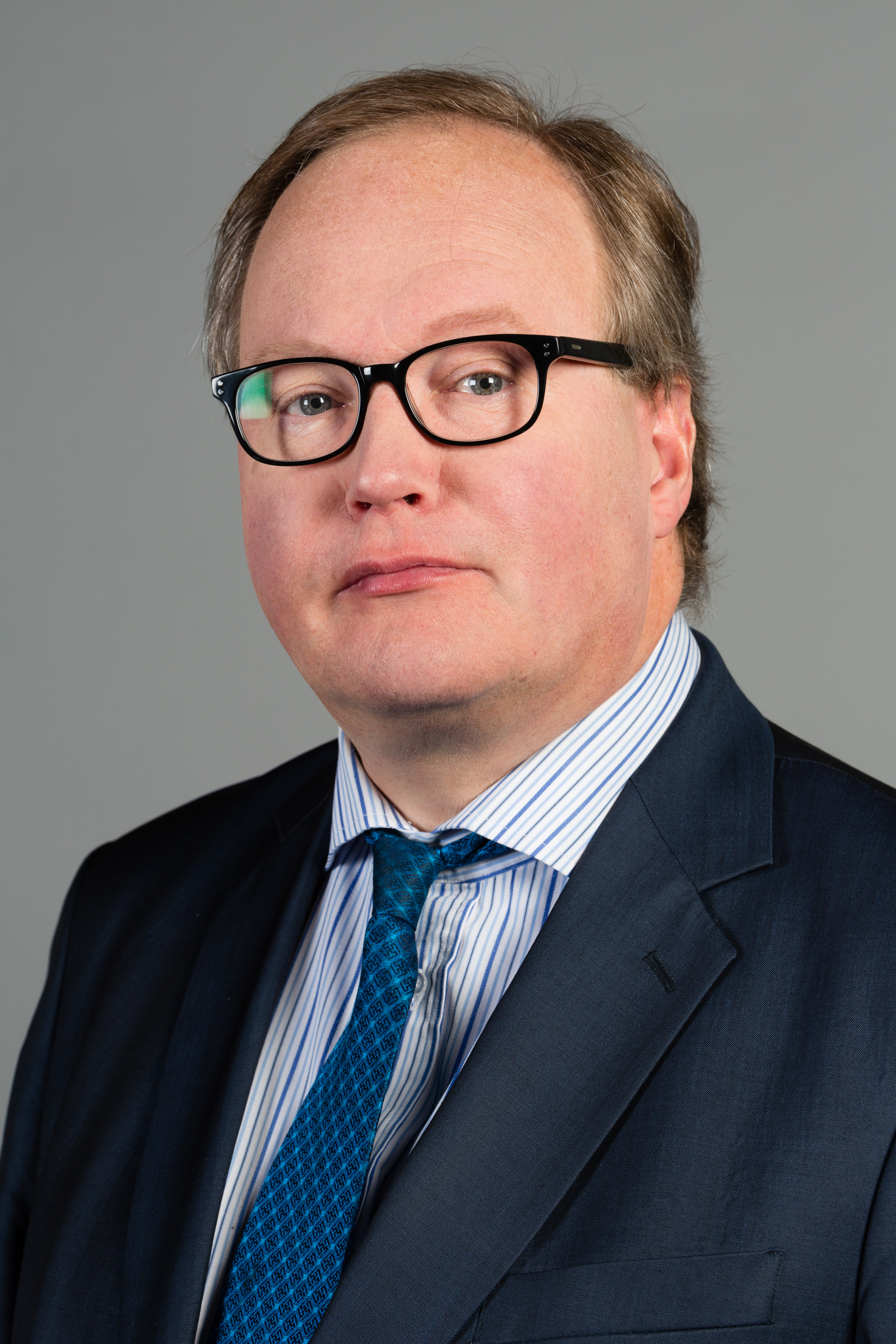
Hans van Baalen

- 2005–2011:  Annemie Neyts-Uyttebroeck
- 2011–2015:  Graham Watson
- 2015–2021:  Hans van Baalen

## Reprezentanții aleși ai partidelor membre

Statele cu partide membre depline (și, eventual, asociate)
Statele cu partide membre asociate

Statele cu partide membre depline (și, eventual, asociate)
     Statele cu partide membre asociate
| Organizație       | Instituție            | Număr de locuri |
| ----------------- | --------------------- | --------------- |
| Uniunea Europeană | Comisia Europeană     | 5 / 27          |
| Uniunea Europeană | Consiliul European    | 6 / 27          |
| Uniunea Europeană | Consiliul UE          | 10 / 27         |
| Uniunea Europeană | Parlamentul European  | 65 / 705        |
| Consiliul Europei | Adunarea Parlamentară | 28 / 318        |

## Legături externe
- Alliance of Liberals and Democrats for Europe Party official site
- European Liberal Youth (LYMEC)